# Echyrota chalicitis
Echyrota chalicitis är en fjärilsart som beskrevs av Edward Meyrick 1916. Echyrota chalicitis ingår i släktet Echyrota och familjen äkta malar. Inga underarter finns listade i Catalogue of Life.